# Leptogaster lerneri
Leptogaster lerneri là một loài ruồi trong họ Asilidae. Leptogaster lerneri được Curran miêu tả năm 1953. Loài này phân bố ở vùng Tân nhiệt đới và Tân Bắc giới.